# Gwiaździsta blizna

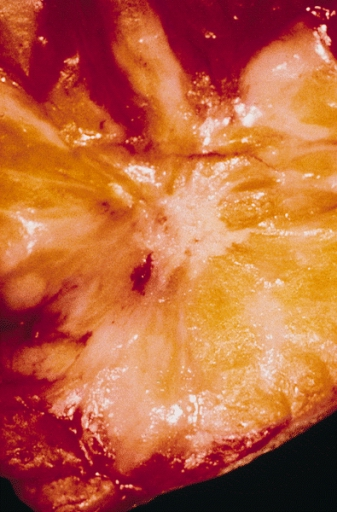
Obraz śródoperacyjny blizny gwiaździstej

Gwiaździsta blizna (łac. cicatrix radiata, laesio radiata sclerosans, ang. radial scar, radial sclerosing lesion) – jedna z chorób proliferacyjnych sutka, w której zmiany przyjmują gwiaździsty kształt. Gwiaździsta blizna pojawia się najczęściej między 40. a 60. rokiem życia. W skład zmian mogą wchodzić rozrosty nabłonka, gruczolistość, włóknienie i torbiele. Nie jest pewne, czy gwiaździsta blizna zwiększa ryzyko raka sutka; sprawia natomiast duże trudności w diagnostyce różnicowej z rakiem zarówno w badaniu mammograficznym jak i histologicznym. Zaleca się usunięcie całości zmiany do badania histopatologicznego.
Pojęcie gwiaździstej blizny (niem. strahlige Narben) wprowadził Herwig Hamperl w 1975 roku.